# Centre spatial de Liège
Pour les articles homonymes, voir CSL.
Le Centre spatial de Liège (CSL) est un centre de recherches de l'Université de Liège axé sur la conception de différents instruments d'observations spatiales. Le CSL dispose, en outre, d’un centre d’essais environnementaux de pointe au service de l’Agence spatiale européenne (ESA), de l’industrie spatiale et des entreprises régionales.

## Historique
Le CSL émane du groupe spatial de l'Institut d'astrophysique et de géophysique de l'Université de Liège. Ce groupe spatial, constitué au milieu des années 1960, a commencé ses activités par des observations d'aurores polaires par fusées sondes. Une vingtaine de charges utiles ont ainsi été lancées, essentiellement depuis la base de Kiruna en Suède.
Ultérieurement, en 1972, le groupe spatial réalisa l'instrument de cartographie du ciel dans l'ultraviolet depuis le satellite européen
TD1. Cette cartographie conduisit à des catalogues contenant des informations
nouvelles sur plus de 30 000 étoiles chaudes. CSL étudia et réalisa les prototypes de certains détecteurs du télescope spatial Hubble.
Dans le début des années 1980, CSL participe au développement de la caméra Halley Multicolour Camera qui, embarquée à bord de la sonde Giotto, photographiera le noyau de la comète de Halley en 1986. Dès 1988, CSL est maître d'œuvre de l'instrument Extreme ultraviolet Imaging Telescope (en) lancé sur le satellite NASA/ESA SoHO en 1995 et qui photographie la couronne solaire.
CSL a également contribué, activement, aux projets suivants :
- XMM-Newton[4] à travers le développement de l'Optical Monitor[5],
- INTEGRAL[6] par l'optique et la mécanique de l'Optical Monitor Camera[7],
- IMAGE[8] (medium explorer de la NASA) par la réalisation de l'optomécanique d'un spectromètre imageur[9] en ultraviolet.

## Activités

### Instrumentation spatiale
Actif dans le domaine de l'instrumentation depuis les années 1970, CSL participe au développement de différents instruments, par exemple plus récemment :
- PACS qui sera lancé à bord du satellite Herschel[10] de l'ESA ;
- un imageur héliosphérique pour la mission SECCHI/STEREO de la NASA ;
- plusieurs parties du satellite français COROT;
- plusieurs éléments importants de l'instrument MIRI, pour le télescope spatial James Web Space Telescope;
- l'ensemble du télescope SWAP pour l'observation du soleil à partir du minisatellite PROBA2.

### Installation d'essais spatiaux
Parallèlement à ces activités liées au développement d'instruments scientifiques, le Centre Spatial de Liège est devenu une des quatre installations d'essai de l'Agence spatiale européenne (ESA) et est spécialisé dans l'évaluation des performances des charges utiles de satellites, relevant de l'observation aussi bien astrophysique que géophysique. Des tables optiques sous vide, dans des salles de haut niveau de propreté, permettent de qualifier le comportement des instruments soumis à un environnement spatial reconstitué. Des essais peuvent être effectués depuis des températures de -270 °C jusqu'à +120 °C avec une stabilité interférométrique. Les chambres à vide comportant les bancs d'optique vont de 1 m3 à 200 m3 en volume.
De nombreuses expériences spatiales ont ainsi été testées au CSL, depuis METEOSAT jusqu'au satellite Planck, en passant par les instruments de HIPPARCOS et de XMM-Newton.
Les installations du CSL permettent ainsi de mettre en œuvre des essais environnementaux en ambiance spatiale mais également des essais mécaniques sur des machines vibratoires destinés à certifier la tenue des équipements lors des lancements. Ces essais vibratoires peuvent également être réalisés en conditions cryogéniques, ce qui est requis pour les équipements des missions infrarouges qui sont refroidis avant lancement (ISO, Herschel).
Le CSL dispose d'équipements pour mesurer l'état de propreté moléculaire et particulaire.

### Développements technologiques
Centre d'excellence en optique, le CSL s'est doté d'équipements de pointe et s'est spécialisé dans plusieurs activités technologiques pour applications terrestres et spatiales. Par exemple :
- polissage de surfaces par faisceau d'ions ;
- structuration de surface (microrugosité contrôlée)par faisceau ionique ;
- dépôts de couches minces et revêtements optiques ;
- microtechniques de microfabrication[14](réseaux, optiques intégrées, etc.) ;
- développements dans le domaine de l'énergie photovoltaïque, dont la mise au point de concentrateurs pour panneaux solaires, pour des applications spatiales et terrestres ;
- développement de senseurs pour le contrôle d'intégrité (health monitoring).

Le conseil d'administration du Centre spatial de Liège a approuvé un accord sur un programme d'investissement de 25 millions d'euros permettant de financé l'implantion de la plus grande cuve à vide d'Europe.
Cette cuve servira à la calibration des équipements optiques pour des instruments spatiaux.